# Самородні елементи

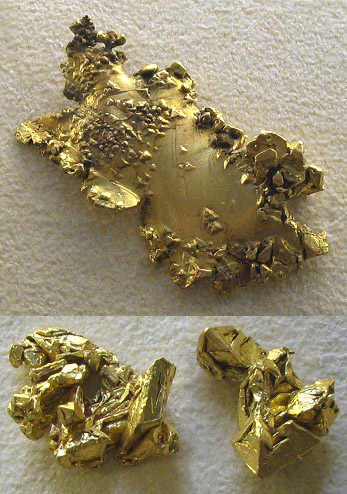
Самородне золото

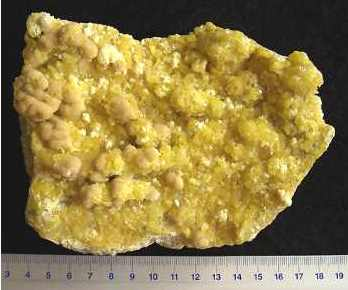
Самородна сірка

Саморо́дні елеме́нти — прості речовини. 

## Загальний опис
Самородний елемент — проста речовина, мінерал, що складається з одного хімічного елемента, або сплав, що характеризується кількома пов'язаними, досить чистими хімічними елементами, у стані простих речовин, теоретично не поєднаних хімічно, що природно присутній у земній корі або в інших природних середовищах, таких як метеорити та небесні тіла. Мінералів, що належать до класу самородних, налічується близько 50. Вони рідко трапляються в природі, але мають велике практичне значення — застосовуються в техніці, медицині, ювелірній справі.

## Генезис
Утворення самородних елементів пов'язано з глибинними процесами, підвищеними температурами і тиском. Деякі з них виділяються безпосередньо з магматичного розплаву (платина, алмаз), інші — при гідротермальних процесах (золото, срібло). Частина мінералів цього класу утворюється під час окиснення сірчаних сполук, нерідко за участю бактерій (сірка, мідь, ртуть і т. ін.).
Форми виділень самородних елементів різноманітні: краплеподібні зерна, ідіоморфні або ниткоподібні кристали, дротоподібні або плоскі дендрити, пластинчаті (плівкові) утворення. Деякі елементи і сплави існують у двох або більше кристалічних структурах і називаються, згідно з встановленими правилами, по різному. Наприклад, ромбічна сірка називається сіркою, а моноклінна — розицькітом. Вуглець утворює різні структури — алмазу, графіту, нанотрубок, фулерену та його аналогів, лонсдейліту. Пром. значення мають родовища самородних Au, Ag, Pt, Cu, алмазу, графіту, сірки, частково також Sb, As, Hg.
В Україні самородні елементи знайдено в ряді областей. Гідротермальні відклади золота — поблизу м. Берегове (Закарпаття), а також на Дніпропетровщині, Кіровоградщині, Одещині; графіту — поблизу міста Первомайськ Миколаївської обл.; сірки — в Івано-Франківській і Львівській областях; мікроалмазів — на Донеччині та Рівненщині тощо.

## Властивості
Усі самородні елементи характеризуються великою хімічною інертністю. Переважна більшість мінералів, що належать до самородних елементів, кристалізується в кубічній, гексагональній та тригональній системах.
Основні
самородні елементи і сплави
| Назва мінералу        | Склад          | Сингонія |
| Алмаз                 | C              | Куб.     |
| Амальґама             | (Ag, Hg)       | Куб.     |
| Антимоніт або стибніт | Sb             | Триг.    |
| Арсен                 | As             | Ромб.    |
| Арсеноламприт         | As             | Ромб.    |
| Бісмут                | Bi             | Триг.    |
| Графіт                | C              | Гекс.    |
| Залізо                | Fe             | Куб.     |
| Золото                | Au             | Куб.     |
| Індій                 | In             | Тетр.    |
| Іридій                | Ir             | Куб.     |
| Іридосмін             | (Os, Ir)       | Гекс.    |
| Камасит               | (Fe, Ni)       | Куб.     |
| Когеніт               | (Fe, Ni, Co)3C | Ромб.    |
| Колиміт               | Cu7Hg6         | Куб.     |
| Лонсдейліт            | C              | Гекс.    |
| Мальдоніт             | Au2Bi          | Куб.     |
| Мідь                  | Cu             | Куб.     |
| Мошеландсберґіт       | Ag2Hg3         | Куб.     |
| Муасаніт              | SiC            | Гекс.    |
| Нікель                | Ni             | Куб.     |
| Олово                 | Sn             | Тетр.    |
| Осборніт              | TiN            | Куб.     |
| Осмій                 | (Os, Ir)       | Гекс.    |
| Осмірид               | (Ir, Os)       | Куб.     |
| Паладій               | Pd             | Куб.     |
| Платина               | Pt             | Куб.     |
| Платинистий іридій    | (Ir, Pt)       | Куб.     |
| Полярит               | Pd (Pb, Bi)    | Ромб.    |
| Родій                 | Rh             | Куб.     |
| Розицькіт             | S              | Мон.     |
| Ртуть                 | Hg             | Триг.    |
| Рутеній               | Ru             | Гекс.    |
| Рутеніридосмін        | (Os, Ir, Ru)   | Гекс.    |
| Рутеносмірид          | (Ir, Os, Ru)   | Куб.     |
| Свинець               | Pb             | Куб.     |
| Селен                 | Se             | Триг.    |
| Сірка                 | S              | Ромб.    |
| Срібло                | Ag             | Куб.     |
| Сидеразот             | Fe5N2          | Триг.    |
| Соболевськіт          | PdBi           | Гекс.    |
| Телур                 | Te             | Триг.    |
| Тетрафероплатина      | PtFe           | Тетр.    |
| Цинк                  | Zn             | Гекс.    |

## Приклади
| - Самородна мідь - Самородна ртуть - Самородна платина - Самородна сірка - Самородне золото - Самородне олово - Самородний арсен | - Самородний бісмут - Самородний паладій - Самородний свинець - Самородні метали - Самородний осмій - Самородний селен |